# Allosexualité

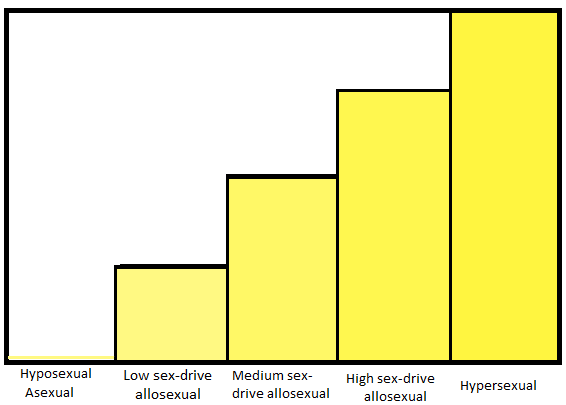
graphique représentant les niveaux d'attirance sexuelle en fonction des orientations sexuelles

L'allosexualité est le fait d'éprouver de l'attirance sexuelle, de manière générale ou occasionnelle, par opposition à l'asexualité,,. Le terme inclut l’homosexualité et l’hétérosexualité sans s’y limiter. 